# Знищення російського посольства в Тегерані
Знищення російського посольства в Тегерані — події, пов'язані із загостренням російсько-перських стосунків, яке було наслідком ганебного для Персії Туркманчайського миру.
Знищення посольства Російської імперії у Тегерані сталося 30 січня 1829 року. За традиційним мусульманським календарем — місячною Хіджрою — підписання Туркманчайського трактату відбулося в ніч із 5 на 6 шаабана 1244 року, а розгром посольства в Тегерані — через рік, 6 шаабана 1245 року.

## Передумови
Російсько-перська війна 1826—1828 років була спробою Персії ревізувати умови Ґюлістанського мирного договору. Завершилася вона Туркманчайським мирним договором, вкрай невигідним і принизливим для Персії. До підписання угоди, як один із головних діячів царського посольства, що вважався знавцем персів та звичаїв їх країни, мав стосунок Олександр Грибоєдов. Він також брав участь у воєнних діях проти Персії. Тогочасний автор так оцінював ситуацію: 
| «Коли, розбитий вщент під Нахічева́нню, Аббас-Мірза сам просив про припинення воєнних дій, Грибоєдов був посланий до перського табору і, після багатьох зусиль, домігся вигідного для Росії Туркманчайского договору, що приніс їй і значну територію, і велику контрибуцію. Поступки ці були зроблені персами супроти волі, з необхідності; крізь барвисті люб'язності у східному стилі занадто ясно проглядали ненависть і нестерпне бажання помститися і повернути все втрачене. Грибоєдов, справедливо пишаючись своїм успіхом, не приховував своїх побоювань щодо цієї помсти і, можливо, скорого поновлення війни [2]».— Олексій Веселовський. Оригінальний текст (рос.) «Когда, разбитый на голову подъ Нахичеванью, Аббасъ-Мирза самъ просилъ о прекращеніи военныхъ дійствій, Грибоедов былъ посланъ въ персидскій лагерь и, послѣ многихъ усилій, добился выгоднаго для Россіи Туркманчайскаго договора, принесшаго ей и значительную территорію, и большую контрибуцію. Уступки эти были сделаны персами противъ воли, по необходимости; сквозь витіеватыя любезности въ восточном вкусѣ слишкомъ ясно проглядывали ненависть и нетерпеливое желаніе отмстить и взять назадъ все уступленное. Грибоедов, справедливо гордясь своимъ успѣхомъ, не скрывалъ своихъ опасеній этой отместки и, быть можетъ, скораго возобновленія войны».— Алексей Веселовскій |
У лютому 1828 року Іван Паскевич відправив О. Грибоєдова з доповіддю і текстом Туркманчайського мирного договору до Миколи I. Не дивлячись на виявлене ним небажання вирушити до Персії, де, як він розумів, його ненавиділи як головного винуватця приниження національної честі, не міг відмовитись від наказу імператора.

### Поведінка російського посла
О. Грибоедов був одним із авторів принизливого для Персії Туркманчайського мирного договору. Коли ж він прибув до Тегерану як посол, то відразу почав застосовувати на ділі розроблену ним програму дій: підкреслював рос. достоинство русского имени, порушував прийнятий етикет шахського двору, не виказував до шаха належної пошани, наполегливо вимагав сплати контрибуції не йдучи ні на які поступки.
Приймав під своє заступництво то доглядача гарему, то його мешканок, якщо вони були з числа російських підданих і шукали захисту російської посла. Взагалі намагався ні в чому не поступатися норовливим персам. Все це робилося навмисне і, врешті-решт, Грибоєдов занадто далеко зайшов. Збуджуваний сторонніми нашіптуваннями, він діяв іноді зухвалим чином.

## Наслідки
Тіло Грибоєдова було вивезене до Тифлісу, до монастиря Св. Давида.